# Урдомское городское поселение
Урдомско́е городско́е поселе́ние или муниципа́льное образова́ние «Урдомско́е» — муниципальное образование со статусом городского поселения в Ленском муниципальном районе Архангельской области.
Соответствует административно-территориальным единицам в Ленском районе — посёлку городского типа Урдома и Суходольскому сельсовету (с центром в деревне Бор)
Административный центр — рабочий посёлок Урдома.

## География
Урдомское городское поселение находится на юге Ленского района Архангельской области. Крупнейшие реки, протекающие по территории поселения — Вычегда, Верхняя Лупья, Сендуга.

## История
Муниципальное образование было образовано в 2006 году.
При образовании в 1929 году Северного края в состав Ленского района был включен Урдомский сельсовет упразднённого Сольвычегодского района.
17 января 2019 года министерство строительства и архитектуры издало распоряжение о подготовке проекта генерального плана муниципального образования «Урдомское», согласно которому, территория станции Ши́ес была отнесена к зоне специального назначения, где разрешено размещать захоронения отходов.

## Население
| 2005  | 2010  | 2011  | 2012  | 2013  | 2014  | 2015  | 2016  | 2017  |
| ----- | ----- | ----- | ----- | ----- | ----- | ----- | ----- | ----- |
| 5325  | ↘5298 | ↘5294 | ↘5183 | ↘5074 | ↘5036 | ↘4954 | ↘4822 | ↘4764 |
| 2018  | 2019  | 2020  | 2021  | 2023  |       |       |       |       |
| ↘4730 | ↘4647 | ↘4581 | ↘4371 | ↘4243 |       |       |       |       |

## Состав городского поселения
| №  | Населённый пункт | Тип населённого пункта                  | Население |
| -- | ---------------- | --------------------------------------- | --------- |
| 1  | 1180 км          | железнодорожная станция                 | ↘0        |
| 2  | Берег            | деревня                                 |           |
| 3  | Большой Мыс      | деревня                                 | →0        |
| 4  | Бор              | деревня                                 | ↘114      |
| 5  | Вандыш           | посёлок                                 | ↘2        |
| 6  | Верхний Конец    | деревня                                 | →0        |
| 7  | Витюнино         | посёлок                                 | ↘29       |
| 8  | Железнодорожный  | посёлок                                 | →0        |
| 9  | Загарье          | деревня                                 | ↘0        |
| 10 | Заречье          | деревня                                 | ↘1        |
| 11 | Лупья            | посёлок                                 | ↘71       |
| 12 | Ошлапье          | деревня                                 | ↘2        |
| 13 | Пилес            | посёлок                                 | →0        |
| 14 | Светик           | железнодорожная станция                 | ↘0        |
| 15 | Слободчиково     | железнодорожная станция                 | →0        |
| 16 | Суходол          | деревня                                 | ↘12       |
| 17 | Тыва             | железнодорожная станция                 | ↗74       |
| 18 | Тыва             | посёлок                                 | ↘200      |
| 19 | Тыла-Йоль        | железнодорожная станция                 | →0        |
| 20 | Урдома           | рабочий посёлок, административный центр | ↘3932     |
| 21 | Шиес             | железнодорожная станция                 | →0        |